# Arès (film)
Pour les articles homonymes, voir Arès (homonymie).
Pour plus de détails, voir Fiche technique et Distribution.
Arès est un film de science-fiction dystopique français coécrit et réalisé par Jean-Patrick Benes, sorti en 2016.

## Synopsis
À Paris, en 2035, la France connaît alors un chômage massif, un climat de violence et de révolte et l’État a été racheté par des sociétés privées. Des combats télévisés très violents accaparent une partie de la population et le dopage y est légal.
Le personnage principal Arès est un ancien combattant vivant de petits boulots, notamment au sein de la police, jusqu'à ce que sa sœur, qui fréquente des révolutionnaires, soit arrêtée. 
Arès doit trouver cent mille euros pour qu'un juge corrompu libère sa sœur qui est faussement accusée de possession d'armes. Une société pharmaceutique l'aborde et le soumet à un test sanguin pour voir s'il peut supporter l'essai d'un nouveau dopant lors de trois matchs de combats de boxe très populaires. Il se révèle compatible et accepte de recevoir une première dose du nouveau produit. Il arrive à faire parier 15 000 euros sur le match contre un champion très puissant et précédemment vainqueur.
Malgré son handicap de mauvais classement comme boxeur sur le déclin, il prend le produit avant le premier round et met le champion par terre très rapidement. Son pari lui rapporte plus de dix fois la mise et il part libérer sa sœur après avoir relogé ses nièces dans un superbe appartement flambant neuf, payé par la firme. Malheureusement sa sœur meurt en prison avant d'être libérée et Arès décide d'arrêter d'être cobaye.
Mais le laboratoire veut qu'il continue de prendre le nouveau produit pour le deuxième match car ce dopant est source d'énormes futurs profits pour eux. 
Il ne le prend pas avant le deuxième match et se fait mettre à terre en quelques secondes par La Masse, son imposant adversaire tout en muscles. La firme pharmaceutique perd beaucoup d'argent. 
Son coach, qu'Arès soupçonne d'être responsable de l'arrestation de sa sœur, avait aussi parié sur lui et il lui reproche d'avoir beaucoup perdu après sa défaite. Arès finit par le tuer en lui injectant le produit dopant.
Il est capturé par la société pharmaceutique qui veut poursuivre les essais avec lui au risque d'une crise cardiaque. Après une dernière prise du produit, il se révolte, défenestre l'un des dirigeants de la société, transmet des informations confidentielles aux révolutionnaires et, se sachant prisonnier de la firme car étant le seul cobaye compatible, il finit par se suicider d'un coup de pistolet dans la tempe. Les résistants diffusent le compte des morts dus aux expériences médicales : plus de 30 000, provoquant un soulèvement généralisé avec pour symbole initiateur Reda.     

## Fiche technique
Sauf indication contraire, les informations mentionnées dans cette section peuvent être confirmées par la base de données cinématographiques Unifrance,  présente dans la section « Liens externes ».
- Titre original : Arès
- Réalisation : Jean-Patrick Benes
- Scénario : Jean-Patrick Benes, Benjamin Dupas et Allan Mauduit
- Musique : Christophe Julien et Alex Cortés
- Décors : Jérémy Streliski
- Costumes : Pierre Canitrot
- Photographie : Jérôme Alméras
- Son : Adrien Arnaud, Emmanuel Augeard, Jean-Paul Hurier et Nicolas Waschkowski
- Montage : Vincent Tabaillon
- Production : Sidonie Dumas et Matthieu Tarot

Coproduction : Julien Deris, Marc Dujardin, David Gauquié, Louis Leterrier et Étienne Mallet
- Société de production : Albertine Productions et Gaumont Distribution ; Cinéfrance (coproduction)
- Société de diffusion : Gaumont Distribution
- Société d'effets visuels numériques : Compagnie générale des effets visuels (Paris) CGEV
- Pays d'origine :  France
- Langue originale : français
- Format : couleur - Dolby SRD
- Genres : action, science-fiction, dystopique
- Durée : 80 minutes
- Budget : 4 000 000 €[1]
- Dates de sortie :
  - Espagne : 10 octobre 2016 (Festival international du film de Catalogne)
  - France : 23 novembre 2016
- Interdit aux moins de 12 ans lors de sa sortie en salles

## Distribution
- Ola Rapace : Reda « Arès »
- Micha Lescot : Myosotis
- Thierry Hancisse : le coach
- Hélène Fillières : Altman
- Ruth Vega Fernandez : Anna
- Eva Lallier : Annouk
- Louis-Do de Lencquesaing : le patron de Donevia
- Pierre Perrier : Boris
- Élina Solomon : Mae
- Émilie Gavois-Kahn : Carla, la sœur d'Arès
- Laurent Zivy : « Panzer »
- François Berland : la voix de RFM, Euro One et des publicités publiques
- Benoît Allemane : la voix de la chaîne Euro 5
- Olivier Merle : la masse

## Accueil

### Festivals et sortie
Sauf indication contraire, les informations mentionnées dans cette section peuvent être confirmées par la base de données cinématographiques IMDb,  présente dans la section « Liens externes ».
Arès est sélectionné et projeté en avant-première mondiale le 10 octobre 2016 au festival international du film de Catalogne, ainsi que le 21 octobre 2016 au Comic Con Paris et le 9 novembre 2016 au festival du film de Sarlat. Il sort le 16 novembre 2016 en France.

### Critique
Le film a été relativement bien accueilli. Le site Allociné le note 3,2 sur 5 à partir de quatorze critiques de presse.
Pour Le Monde, si le film « se présente comme un divertissement — efficace, original, avec un travail de photographie centré sur ce Paris qui est presque le nôtre, Arès n’en propose pas moins une réflexion passionnante ». Cela dit, pour L'Écran fantastique, il « s'avère divertissant et bien mis en scène, qui plus est porté par une distribution solide et un univers graphiquement abouti, mais souffre d'un manque de consistance ou de jusqu'au-boutisme assumé ».